# José Martínez Limeño
José Martínez Ahumada, llamado también Limeño (n. Sanlúcar de Barrameda; 19 de septiembre de 1936 - f. ib.; 18 de diciembre de 2015) fue un torero español.

## Trayectoria
Toma la alternativa en Sevilla el 29 de junio de 1960 a manos de Jaime Ostos, que le cedió la lidia del toro Granujillo de Galache, y como testigo Curro Romero.
La confirmó en Madrid, con toros de Pérez de San Fernando, el 24 de mayo de 1962, siendo apadrinado por Diego Puerta. 
Como novillero logró sendos triunfos, logrando salir a hombros en la plaza de toros de las Ventas (Madrid), o en otra tarde ya como matador dando tres vueltas al ruedo en la misma plaza al pinchar un toro y no conocer la presidencia la oreja pedida por el público. Aunque fue su trayectoria como matador de toros la que le reportó los mayores triunfos, sobre todo en la plaza de toros de Sevilla, ciudad que vivió sus grandes tardes de gloria con la ganadería de Miura, con la que tuvo un particular idilio, y donde los aficionados nunca se olvidaran de él.
Idolatrado tanto en Sevilla como no en su ciudad natal es actualmente el único matador de toros que ha logrado salir cuatro veces consecutivas por “La Puerta del Príncipe” de la Maestranza años 1968, 1969 y 1970, tres de ellas con toros de la ganadería de Miura, faenas que le valieron también para conseguir en esos años tres Orejas de Oro consecutivas, galardón otorgado como máximo triunfador de la Feria de Abril.
Por problemas con el gobierno civil a causa de un amaño en un sorteo que le perjudicó, se retira en plena Feria de Abril de 1971, volviendo a reaparecer en dos ocasiones, la última de ella para darle la alternativa a su paisano "El Mangui" en El Puerto de Santa María.
Torero sobrio y elegante, de poderío, técnica y gran valor, tras su retirada nunca se apartó del mundo del toro ejerciendo funciones de empresario taurino junto a Simón Casas, residía junto a su familia en Sanlúcar de Barrameda.